# DFB-Pokal
DFB-Pokal (phát âm tiếng Đức: [ˈdeː ʔɛf beː poˈkaːl]) là một giải đấu cúp bóng đá loại trực tiếp của Đức do Hiệp hội bóng đá Đức (DFB) tổ chức thường niên. 64 đội tham gia giải đấu, bao gồm tất cả các câu lạc bộ từ Bundesliga và Bundesliga 2. Giải được coi là giải đấu cấp câu lạc bộ quan trọng thứ nhì ở bóng đá Đức sau giải vô địch Bundesliga. Diễn ra từ tháng 8 đến tháng 5, đội vô địch lọt vào DFL-Supercup và UEFA Europa League trừ khi đội vô địch đã lọt vào UEFA Champions League ở Bundesliga.
Giải đấu được thành lập vào năm 1935, lúc đó giải có tên gọi Tschammer-Pokal ([tʃaːmɐ poˈkaːl]). Đội vô địch đầu tiên là 1. FC Nürnberg. Vào năm 1937, Schalke 04 là đội đầu tiên giành được cú đúp. Tschammer-Pokal bị hoãn vào vào năm 1944 do chiến tranh thế giới thứ hai và tan rã sau khi Đức Quốc xã sụp đổ. Vào mùa giải 1952–53, giải cúp được phục hồi ở Tây Đức với tên gọi DFB-Pokal, được đặt tên theo DFB và Rot-Weiss Essen là đội vô địch.
Bayern München là đội vô địch nhiều nhất với 20 lần. Fortuna Düsseldorf giữ kỷ lục cho số trận thắng liên tiếp nhiều nhất của giải đấu (18) từ năm 1978 đến 1981, vô địch cúp vào năm 1979 và 1980. Đương kim vô địch hiện tại là Bayer 04 Leverkusen.

## Lịch sử
Trong lịch sử, số lượng đội tham dự giải đấu chính đã thay đổi từ 4 đội từ năm 1956 đến năm 1960 và 128 đội từ năm 1973 đến năm 1982, dẫn đến các giải đấu có từ hai đến bảy vòng đấu. Kể từ khi thành lập Bundesliga vào năm 1963, tất cả các câu lạc bộ từ Bundesliga đều tự động vượt qua vòng loại DFB-Pokal, cũng như tất cả các câu lạc bộ từ 2. Bundesliga kể từ khi thành lập vào năm 1974. Trong hầu hết thời gian, các đội dự bị được phép tham dự DFB-Pokal nhưng đã bị loại kể từ năm 2008.
Trận chung kết được tổ chức tại Sân vận động Olympic ở Berlin vào mỗi mùa giải kể từ năm 1985. Trước năm 1985, chủ nhà của trận chung kết được xác định ngay trước đó. Trong quyết định này, Hiệp hội Bóng đá Đức đã cân nhắc rằng, do tình hình chính trị giữa Tây Đức và Đông Đức, Berlin đã không được chọn làm địa điểm tổ chức UEFA Euro 1988.
Vốn dĩ, các trận đấu cúp được tổ chức trong hai hiệp 45 phút với hai hiệp phụ 15 phút trong trường hợp hòa. Nếu tỷ số vẫn hòa sau 120 phút, trận đấu sẽ được đá lại trên sân của đội có lợi thế sân nhà. Trong trận bán kết Tschammer-Pokal 1939 giữa Waldhof Mannheim và Wacker Wien đã phải đá lại ba lần trước khi được quyết định bằng cách bốc thăm. Hiệp hội Bóng đá Đức quyết định tổ chức loạt sút luân lưu nếu trận tái đấu tiếp tục hòa sau khi tình huống tương tự xảy ra ở cúp năm 1970, khi trận đấu giữa Alemannia Aachen và Werder Bremen phải được quyết định bằng cách bốc thăm sau hai trận hòa.
Trong các mùa giải 1971–72 và 1972–73, các trận đấu được tổ chức theo thể thức hai lượt đi và về. Lượt về được kéo dài thêm hai hiệp phụ 15 phút nếu tổng tỷ số hai lượt là hòa. Trong trường hợp hiệp phụ không mang lại kết quả, sẽ có một loạt sút luân lưu.
Năm 1977, trận chung kết giữa 1. FC Köln và Hertha BSC phải đá lại, dẫn đến nhiều khó khăn về mặt hậu cần. Sau đó, DFB đã quyết định không đá lại các trận chung kết cúp trong tương lai, thay vào đó là tổ chức đá luân lưu sau hiệp phụ. Cuối cùng, thay đổi này được mở rộng cho tất cả các trận đấu cúp vào năm 1991.

### Vòng loại quốc tế
Kể từ năm 1960, đội vô địch DFB-Pokal sẽ được tham dự Cúp C2 châu Âu. Nếu đội vô địch cúp đã giành quyền tham dự Cúp C1 châu Âu, đội á quân sẽ được tham dự Cúp C2 thay thế. Sau khi Cúp C2 bị bãi bỏ vào năm 1999, đội vô địch DFB-Pokal sẽ được tham dự Cúp UEFA, được gọi là UEFA Europa League kể từ năm 2009. Nếu đội vô địch DFB-Pokal hoặc cả hai đội chung kết đều giành quyền tham dự các giải đấu cúp châu Âu thông qua Bundesliga, thì đội xếp hạng cao nhất của Bundesliga chưa giành quyền tham dự Europa League sẽ nhận được suất tham dự..

### Tschammerpokal
DFB-Pokal đầu tiên được tổ chức vào năm 1935. Sau đó, nó được gọi là von Tschammer und Osten Pokal, hoặc Tschammerpokal viết tắt, theo tên của Reichssportführer (Chủ tịch Thể thao của Đế chế) Hans von Tschammer und Osten. Trận chung kết đầu tiên được tranh chấp giữa hai câu lạc bộ thành công nhất thời bấy giờ, 1. FC Nürnberg và Schalke 04, với chiến thắng 2-0 của Nürnberg. Sau khi Tschammerpokal cuối cùng được tổ chức vào năm 1943, cúp đã không được tổ chức trong gần mười năm, và được Hiệp hội Bóng đá Đức (DFB) tái tổ chức vào năm 1952 với tên gọi hiện tại là DFB-Pokal. Năm 1965, chiếc cúp ban đầu, Goldfasanen-Pokal, đã được thay thế bằng chiếc cúp vẫn được trao tặng cho đến ngày nay, vì chiếc cúp ban đầu nhắc nhở chủ tịch DFB Peco Bauwens về thời kỳ Đức Quốc xã.

### Giant killing
Ban đầu, DFB-Pokal là một giải đấu chỉ dành cho các câu lạc bộ từ các hạng đấu cao nhất của bóng đá Đức. Điều này tiếp tục sau khi thành lập Bundesliga vào năm 1963. Các câu lạc bộ bán chuyên nghiệp và nghiệp dư chỉ có thể tham dự giải đấu từ năm 1974 trở đi, khi nó được mở rộng. Cho đến năm 2008, chỉ hai hạng đấu cao nhất của bóng đá Đức, Bundesliga và 2. Bundesliga, là hoàn toàn chuyên nghiệp nhưng từ năm 2008, với việc thành lập 3. Liga, hạng đấu thứ ba cũng trở thành hoàn toàn chuyên nghiệp.
Ngay từ đầu, những trận đấu mới giữa Bundesliga và các câu lạc bộ nghiệp dư (thường là các câu lạc bộ hạng ba) đã trở thành một nguồn gây bất ngờ. Thất bại ở vòng hai của Hamburger SV trước VfB Eppingen vào năm 1974 thường được gọi là "mẹ của tất cả các cuộc lật đổ cúp" (tiếng Đức: Die Mutter aller Pokalsensationen), trường hợp đầu tiên một câu lạc bộ nghiệp dư loại bỏ một câu lạc bộ Bundesliga. Mãi đến năm 1990, một câu lạc bộ hạng tư mới đạt được điều tương tự, khi SpVgg Fürth loại Borussia Dortmund khỏi giải đấu. Những cột mốc tiếp theo là đội dự bị của Hertha BSC, Hertha BSC II, lọt vào chung kết cúp vào năm 1993, lần đầu tiên cho một câu lạc bộ hạng ba và một đội dự bị. Năm 1997, Eintracht Trier đã chứng tỏ quá mạnh đối với cả nhà vô địch UEFA Cup và Champions League, loại Schalke 04 và Borussia Dortmund khỏi giải đấu. Năm 2000, 1. FC Magdeburg trở thành câu lạc bộ hạng tư đầu tiên loại bỏ hai câu lạc bộ Bundesliga trong một mùa giải. Hannover 96, khi đó đang chơi ở 2. Bundesliga, đã vô địch cúp sau khi loại bỏ một số đội Bundesliga trong quá trình này. Kickers Offenbach đã thắng tất cả các trận đấu, bao gồm bán kết, với tư cách là một đội bóng ở 2. Bundesliga, nhưng đã thăng hạng Bundesliga một tuần trước khi họ vô địch cúp.

## Các trận chung kết
| Năm  | Chung kết                | Chung kết      | Chung kết                  | Sân vận động    |
| ---- | ------------------------ | -------------- | -------------------------- | --------------- |
| Năm  | Vô địch                  | Tỷ số          | Hạng nhì                   | Sân vận động    |
| 2025 | VfB Stuttgart            | 4–2            | Arminia Bielefeld          | Olympic, Berlin |
| 2024 | Bayer Leverkusen         | 1–0            | 1. FC Kaiserslautern       | Olympic, Berlin |
| 2023 | RB Leipzig               | 2–0            | Eintracht Frankfurt        | Olympic, Berlin |
| 2022 | RB Leipzig               | 1–1, 4–2(11m)  | 1. FC Union Berlin         | Olympic, Berlin |
| 2021 | Borussia Dortmund        | 4–1            | RB Leipzig                 | Olympic, Berlin |
| 2020 | FC Bayern München        | 4–2            | Bayer Leverkusen           | Olympic, Berlin |
| 2019 | FC Bayern München        | 3–0            | RB Leipzig                 | Olympic, Berlin |
| 2018 | Eintracht Frankfurt      | 3–1            | FC Bayern München          | Olympic, Berlin |
| 2017 | Borussia Dortmund        | 2–1            | Eintracht Frankfurt        | Olympic, Berlin |
| 2016 | FC Bayern München        | 0-0, 4-3(11m)  | Borussia Dortmund          | Olympic, Berlin |
| 2015 | VfL Wolfsburg            | 3–1            | Borussia Dortmund          | Olympic, Berlin |
| 2014 | FC Bayern München        | 2–0            | Borussia Dortmund          | Olympic, Berlin |
| 2013 | FC Bayern München        | 3–2            | VfB Stuttgart              | Olympic, Berlin |
| 2012 | Borussia Dortmund        | 5–2            | FC Bayern München          | Olympic, Berlin |
| 2011 | FC Schalke 04            | 5–0            | MSV Duisburg               | Berlin          |
| 2010 | FC Bayern München        | 4–0            | Werder Bremen              | Berlin          |
| 2009 | Werder Bremen            | 1–0            | Bayer Leverkusen           | Berlin          |
| 2008 | FC Bayern München        | 2–1            | Borussia Dortmund          | Berlin          |
| 2007 | 1. FC Nurnberg           | 3–2            | VfB Stuttgart              | Berlin          |
| 2006 | FC Bayern München        | 1–0            | Eintracht Frankfurt        | Berlin          |
| 2005 | FC Bayern München        | 2–1            | FC Schalke 04              | Berlin          |
| 2004 | Werder Bremen            | 3–2            | Alemannia Aachen           | Berlin          |
| 2003 | FC Bayern München        | 3–1            | 1. FC Kaiserslautern       | Berlin          |
| 2002 | FC Schalke 04            | 4–2            | Bayer Leverkusen           | Berlin          |
| 2001 | FC Schalke 04            | 2–0            | 1. FC Union Berlin         | Berlin          |
| 2000 | FC Bayern München        | 3–0            | Werder Bremen              | Berlin          |
| 1999 | Werder Bremen            | 1-1, 6-5 (11m) | FC Bayern München          | Berlin          |
| 1998 | FC Bayern München        | 2-1            | MSV Duisburg               | Berlin          |
| 1997 | VfB Stuttgart            | 2-0            | Energie Cottbus            | Berlin          |
| 1996 | 1. FC Kaiserslautern     | 1-0            | Karlsruher SC              | Berlin          |
| 1995 | Borussia Mönchengladbach | 3-0            | VfL Wolfsburg              | Berlin          |
| 1994 | Werder Bremen            | 3-1            | Rot-Weiss Essen            | Berlin          |
| 1993 | Bayer Leverkusen         | 1-0            | Hertha BSC (đội nghiệp dư) | Berlin          |
| 1992 | Hannover 96              | 0-0, 4-3 (11m) | Borussia Mönchengladbach   | Berlin          |
| 1991 | Werder Bremen            | 1-1, 4-3 (11m) | 1. FC Köln                 | Berlin          |
| 1990 | 1. FC Kaiserslautern     | 3-2            | Werder Bremen              | Berlin          |
| 1989 | Borussia Dortmund        | 4-1            | Werder Bremen              | Berlin          |
| 1988 | Eintracht Frankfurt      | 1-0            | VfL Bochum                 | Berlin          |
| 1987 | Hamburger SV             | 3-1            | Stuttgarter Kickers        | Berlin          |
| 1986 | FC Bayern München        | 5-2            | VfB Stuttgart              | Berlin          |
| 1985 | Bayer Uerdingen          | 2-1            | FC Bayern München          | Berlin          |
| 1984 | FC Bayern München        | 1-1, 7-6 (11m) | Borussia Mönchengladbach   | Frankfurt       |
| 1983 | 1. FC Köln               | 1-0            | Fortuna Köln               | Köln            |
| 1982 | FC Bayern München        | 4-2            | 1. FC Nürnberg             | Frankfurt       |
| 1981 | Eintracht Frankfurt      | 3-1            | 1. FC Kaiserslautern       | Stuttgart       |
| 1980 | Fortuna Düsseldorf       | 2-1            | 1. FC Köln                 | Gelsenkirchen   |
| 1979 | Fortuna Düsseldorf       | 1-0            | Hertha BSC                 | Hannover        |
| 1978 | 1. FC Köln               | 2-0            | Fortuna Düsseldorf         | Gelsenkirchen   |
| 1977 | 1. FC Köln               | 1-0            | Hertha BSC                 | Hannover        |
| 1976 | Hamburger SV             | 2-0            | 1. FC Kaiserslautern       | Frankfurt       |
| 1975 | Eintracht Frankfurt      | 1-0            | MSV Duisburg               | Hannover        |
| 1974 | Eintracht Frankfurt      | 3-1            | Hamburger SV               | Düsseldorf      |
| 1973 | Borussia Mönchengladbach | 2-1            | 1. FC Köln                 | Düsseldorf      |
| 1972 | FC Schalke 04            | 5-0            | 1. FC Kaiserslautern       | Hannover        |
| 1971 | FC Bayern München        | 2-1            | 1. FC Köln                 | Stuttgart       |
| 1970 | Kickers Offenbach        | 2-1            | 1. FC Köln                 | Hannover        |
| 1969 | FC Bayern München        | 2-1            | FC Schalke 04              | Frankfurt       |
| 1968 | 1. FC Köln               | 4-1            | VfL Bochum                 | Ludwigshafen    |
| 1967 | FC Bayern München        | 4-0            | Hamburger SV               | Stuttgart       |
| 1966 | FC Bayern München        | 4-2            | Meidericher SV             | Frankfurt       |
| 1965 | Borussia Dortmund        | 2-0            | Alemannia Aachen           | Hannover        |
| 1964 | TSV 1860 München         | 2-0            | Eintracht Frankfurt        | Stuttgart       |
| 1963 | Hamburger SV             | 3-0            | Borussia Dortmund          | Hannover        |
| 1962 | 1. FC Nurnberg           | 2-1            | Fortuna Düsseldorf         | Hannover        |
| 1961 | SV Werder Bremen         | 2-0            | 1. FC Kaiserslautern       | Gelsenkirchen   |
| 1960 | Borussia Mönchengladbach | 3-2            | Karlsruher SC              | Düsseldorf      |
| 1959 | Schwarz-Weiss Essen      | 5-2            | Borussia Neunkirchen       | Kassel          |
| 1958 | VfB Stuttgart            | 4-3            | Fortuna Düsseldorf         | Kassel          |
| 1957 | FC Bayern München        | 1-0            | Fortuna Düsseldorf         | Augsburg        |
| 1956 | Karlsruher SC            | 3-1            | Hamburger SV               | Karlsruhe       |
| 1955 | Karlsruher SC            | 3-2            | FC Schalke 04              | Braunschweig    |
| 1954 | VfB Stuttgart            | 1-0            | 1. FC Köln                 | Ludwigshafen    |
| 1953 | Rot-Weiss Essen          | 2-1            | Alemannia Aachen           | Düsseldorf      |
| 1943 | First Vienna FC          | 3-2            | Luftwaffen-SV Hamburg      | Stuttgart       |
| 1942 | TSV 1860 München         | 2-0            | FC Schalke 04              | Berlin          |
| 1941 | Dresdner SC              | 2-1            | FC Schalke 04              | Berlin          |
| 1940 | Dresdner SC              | 2–1            | 1. FC Nürnberg             | Berlin          |
| 1939 | 1. FC Nürnberg           | 2–0            | SV Waldhof Mannheim        | Berlin          |
| 1938 | Rapid Wien               | 3–1            | FSV Frankfurt              | Berlin          |
| 1937 | FC Schalke 04            | 2–1            | Fortuna Düsseldorf         | Köln            |
| 1936 | VfB Leipzig              | 2–1            | FC Schalke 04              | Berlin          |
| 1935 | 1. FC Nurnberg           | 2–0            | FC Schalke 04              | Düsseldorf      |

## Tổng số lần đoạt cúp
| Câu lạc bộ                        | Số lần vô địch | Số lần hạng nhì | Năm vô địch |
| --------------------------------- | -------------- | --------------- | --- |
| FC Bayern München                 | 20             | 4               | 1957, 1966, 1967, 1969, 1971, 1982, 1984, 1986, 1998, 2000, 2003, 2005, 2006, 2008, 2010, 2013, 2014, 2016, 2019, 2020 |
| SV Werder Bremen                  | 6              | 4               | 1961, 1991, 1994, 1999, 2004, 2009                                                                                     |
| FC Schalke 04                     | 5              | 7               | 1937, 1972, 2001, 2002, 2011                                                                                           |
| Borussia Dortmund                 | 5              | 5               | 1965, 1989, 2012, 2017, 2021                                                                                           |
| Eintracht Frankfurt               | 5              | 4               | 1974, 1975, 1981, 1988, 2018                                                                                           |
| 1. FC Köln                        | 4              | 6               | 1968, 1977, 1978, 1983                                                                                                 |
| 1. FC Nurnberg                    | 4              | 2               | 1935, 1939, 1962, 2007                                                                                                 |
| VfB Stuttgart                     | 4              | 1               | 1954, 1958, 1997, 2025                                                                                                 |
| Hamburger SV                      | 3              | 3               | 1963, 1976, 1987 |
| Borussia Mönchengladbach          | 3              | 2               | 1960, 1973, 1995 |
| Fortuna Düsseldorf                | 2              | 5               | 1979, 1980 |
| 1. FC Kaiserslautern              | 2              | 5               | 1990, 1996 |
| Karlsruher SC                     | 2              | 2               | 1955, 1956 |
| RB Leipzig                        | 2              | 2               | 2022, 2023 |
| Bayer 04 Leverkusen               | 2              | 2               | 1993, 2024 |
| Dresdner SC                       | 2              | -               | 1940, 1941 |
| TSV 1860 München                  | 2              | -               | 1942, 1964 |
| VfL Wolfsburg                     | 1              | 1               | 2015 |
| Rot-Weiss Essen                   | 1              | 1               | 1953 |
| Bayer 05 Uerdingen                | 1              | -               | 1985 |
| Hannover 96                       | 1              | -               | 1992 |
| VfB Leipzig                       | 1              | -               | 1936 |
| Kickers Offenbach                 | 1              | -               | 1970 |
| Rapid Wien                        | 1              | -               | 1938 |
| Schwarz-Weiss Essen               | 1              | -               | 1959 |
| First Vienna FC                   | 1              | -               | 1943 |
| MSV Duisburg                      | -              | 4               | - |
| Alemannia Aachen                  | -              | 3               | - |
| VfL Bochum                        | -              | 2               | - |
| Hertha BSC Berlin                 | -              | 2               | - |
| 1. FC Union Berlin                | -              | 2               | - |
| Borussia Neunkirchen              | -              | 1               | - |
| Energie Cottbus                   | -              | 1               | - |
| SC Fortuna Köln                   | -              | 1               | - |
| FSV Frankfurt                     | -              | 1               | - |
| Hertha BSC Berlin (đội nghiệp dư) | -              | 1               | - |
| Luftwaffen-SV Hamburg             | -              | 1               | - |
| Stuttgarter Kickers               | -              | 1               | - |
| SV Waldhof Mannheim               | -              | 1               | - |
| Arminia Bielefeld                 | -              | 1               | - |